# 桐坪镇
桐坪镇，是中华人民共和国江西省吉安市吉安县下辖的一个乡镇级行政单位。

## 行政区划
桐坪镇下辖以下地区：
桐坪社区、桐坪村、福田村、河山村、社上村、都塘村、臻源村、金竹村、林源村、杨山村、黄山村、陈家村、下田村、山头村、大栗村、枫冈村、栗背村、什香村、花溪村、黄塘村、樟坑村、仓边村、张家村、上溪村和合田村。